# ラール・クンワル

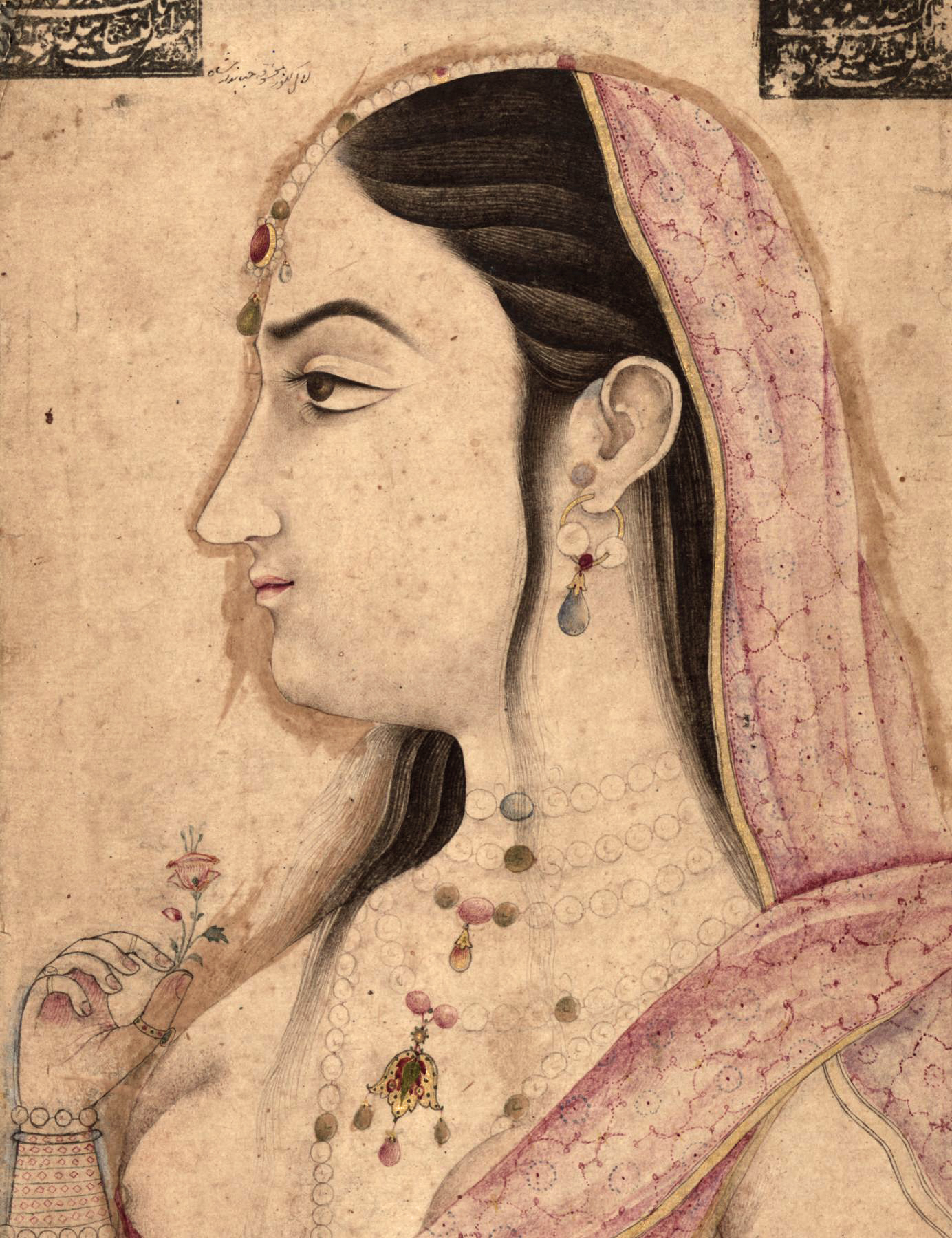
ラール・クンワル

ラール・クンワル（Lal Kunwar, 生没年不詳）は、北インド、ムガル帝国の第8代皇帝ジャハーンダール・シャーの妃。同国第14皇帝アーラムギール2世の母でもある。

## 生涯
ラール・クンワルはヒンドゥー教徒の吟遊楽士の娘であり、一介の芸妓であった。その祖先はアクバルに仕えたミーヤーン・ターンセーンにあたる。
夫であるジャハーンダール・シャーが皇帝となると、ラール・クンワルはその正妃の座にとりたてられた。また、その一族は帝国の高官にとりたてられたが、このような行為は宮廷の貴族を憤慨させた。ジャハーンダール・シャーの治世、ラール・クンワルは皇帝を堕落させ、彼女が皇帝に与えた影響は大きかった。
1713年2月、ジャハーンダール・シャーが甥のファッルフシヤルとの戦いに敗れたのち、ラール・クンワルもともに幽閉されたが、その後の行方は知られていない。
1754年、ラール・クンワルの息子アーラムギール2世が帝国の皇帝となった。